# Ivanopil, Korosten
Ivanopil (în ucraineană Іванопіль) este un sat în comuna Bondarivka din raionul Korosten, regiunea Jîtomîr, Ucraina.

## Demografie
Componența lingvistică a localității Ivanopil
     Ucraineană (100%)
Conform recensământului din 2001, toată populația localității Ivanopil era vorbitoare de ucraineană (100%).